# Howard Kingsbury
Howard Thayer Kingsbury Jr. (ur. 11 września 1904 w Nowym Jorku, zm. 27 października 1991 w Yarmouth Port) – amerykański wioślarz, złoty medalista olimpijski.
Wystąpił na igrzyskach olimpijskich w Paryżu w 1924, gdzie reprezentanci Stanów Zjednoczonych w składzie: Leonard Carpenter, Howard Kingsbury, Alfred Lindley, John Miller, James Rockefeller, Frederick Sheffield, Benjamin Spock, Alfred Wilson i Laurence Stoddard (sternik) zdobyli złoty medal w ósemkach. W finale o ponad 15 sekund wyprzedzili drugich na mecie Kanadyjczyków. Był to jego jedyny start olimpijski.
Kształcił się na Uniwersytecie Yale, a następnie Uniwersytecie Oksfordzkim. Z zawodu był pedagogiem. W 1927 wziął udział w The Boat Race; osada Oksfordu poniosła porażkę.
Jego syn, Fred Kingsbury, także został wioślarzem.